# Parlar de la Garrotxa
El parlar de la Garrotxa o garrotxí és la varietat del català parlada en aquesta comarca. Pertany al subdialecte català septentrional de transició i, per tant, presenta trets comuns tant amb el català central com amb el català septentrional. Els particularismes del garrotxí es deuen en part al relatiu aïllament geogràfic en què ha viscut la comarca al llarg dels segles, però també als estrets vincles històrics amb el Vallespir. Malgrat les diferències que encara perviuen entre la parla de l'Alta Garrotxa i els encontorns d’Olot, la capital de la comarca ha exercit un paper cohesionador d’aquest parlar. Com en altres parlars septentrionals de transició, durant les últimes dècades es constata una interrupció de la transmissió generacional d'alguns trets propis del garrotxí; aquest fenomen s'ha atribuït a l'augment de la mobilitat dels parlants més joves i a la pressió de formes centrals o estàndard a través de l'ensenyança i els mitjans de comunicació.

## Fonètica
Dins del vocalisme tònic, destaca la realització més tancada de /o/, sobretot al final d’una paraula: excursió, camió, munió...* Així mateix, es tanquen algunes os que es pronuncien obertes en català central: flor, olla, sol, plor, bo, hora, font, pont, so... També es detecta alternança en la realització de /o/ i /u/: singlot / singlut, amont / amunt...
Pel que fa a la pronúncia de la e tònica, n’hi ha de tancades que s’obren (entre, llengua, sense, entra, llei, ell, tema, sistema, espero, és, església, més...), mentre que n’hi ha d’obertes que es tanquen (Josep, bèstia, interès..., com també tots els mots acabats en -ència: València, paciència, ciència...). Cal esmentar l’obertura en /ɛ/ d’algunes /a/ en l’arrel de certs verbs: tenco, quebre, plento per tanco, cabre, planto, etcètera.
En l’àmbit del vocalisme àton és remarcable l’elisió de /ə/ en mots com p’ret, b’rana, car’bassa..., també a principi de mot (‘vellana, ‘gafar, ‘nar, ‘brigar, ‘bricoc, ‘replegar, ‘gradar, ‘guantar, ‘ribar...) o al final de certs verbs seguits de pronoms (port’-ho, corr’-hi...). Contràriament, apareix una vocal neutra epentètica darrere de certs pronoms (ens(e) donaran, us(e) trobaran, els(e) veurem...)', com també després de la preposició amb (amb(e) qui, amb(e) què...) i davant de l’expressió hi ha: (e) hi ha.
Altres fenòmens són la diftongació de /o/ àtona (auliva, aulor, aubrir, aucell, aurella, escaufor / escofor...), la reducció de /əu/ (per exemple, vurà), certes assimilacions (junoy, pitit, istiu, xafagor...) i dissimilacions (com ara eixorit).
Dins del consonantisme es donen particularitats difícils d’agrupar:
- Pronúncia /r/ de /dr/ després de /l/ o /r/: molre, cenra, prenre, divenres, encenre, venre, calrà, calria, vinré, vinria...
- Increment en /t/ de certs mots plans: àpit, gènit, col·lègit, prèmit, llàpit...
- Reducció de per en pr davant de vocal: p’r una porta, p’r un carrer, p’r obligació...
- Pronúncia inicial no africada de la xeix: xocolata, xerrar, ximple, marxar, panxa...
- Pronúncia palatal de ja i jo (en certa recessió).
- Geminacions molt marcades: pobble, arregglar, reggla, amabble, possibble...
- Pèrdua d’essa final seguida de consonant: è’ mé’ burro, re’ de bo, no ‘nem pa’ bé, tre’ o quatre...
- Variants de l’adverbi on: ont, onte, avont, avonte (avonte vas?).

També destaca la iodització etimològica en mots com ara: penjoy, poday, vuy, ceya, tay, prey, paya, uy, aureya, vermey, poyós, vey, ay... Així, es creen doblets com ara poll (‘pollet’) / poy (‘paràsit’).
Com en altres parlars, en garrotxí també s’emmudeix la /r/ final de l’infinitiu abans de consonant: fer-li, donar-ne sonen com ['fe.li, du.'na.nə]... També s’emmudeix la /r/ final de per: per la Maria sona com [pə.lə.mə.'ri.ə].
Altres trets propis són els següents: tabé (per també), tapoc (per tampoc), sel·lar (per semblar), mija (per mitja), mitxó (per mitjó), lletxa (per lletja), arcalde (per alcalde), sats (per saps), gavinet (per ganivet), radere (per darrere), àliga (per àguila), con o com (per quan), güitar (per guaitar), llenga (per llengua), aiga (per aigua), escofor i escofar (per escalfor i escalfar), obergínia (per albergínia), paiella (per paella), ideia (per idea), teiatro (per teatre), emprés (per després) o empre[x]ar (amb “jota castellana”, per emprenyar).
D'altra banda, hi ha topònims de la comarca i zones limítrofes que presenten formes pròpies: Ridaura (per Riudaura), Aulot (per Olot), Clocalou o Cloclou (per Llocalou), Torteyà (per Tortellà), Cambordon o Cambordons (per Camprodon).

## Morfologia
Algunes particularitats en l’àmbit del gènere són la vacil·lació entre la fred i el fred, la interpretació com a masculins de certs neologismes femenins, com ara els amotos o els arràdios (tret en recessió), o formes femenines pròpies: bullenta, amarganta, difrenta, prouta (p. ex., prouta feina), bastanta...*
Pel que fa als possessius, és molt destacable l’ús del masculí amb certs substantius femenins, sobretot quan denoten proximitat emocional (la meu mare, casa teu, ca seu, etc.) i l’ús de llur tònic, però no àton: la casa llu, però no * llur casa (tret de l’Alta Garrotxa en recessió).
El garrotxí dona preferència al plural en /s/ dels substantius acabats en -aig o -oig: faigs, raigs, roigs, goigs, boigs..., mentre que en els mots acabats en -eig i -ig es prefereix el plural en /ʒos/: festejos, batejos, mijos, desitjos... També són propis de la Garrotxa plurals com ara: dugues, forces, masses, bastants, prous, crusos (per crus) o dusos (per durs).
Quant als pronoms, cal remarcar la pronúncia amb e oberta de les formes de tercera persona (èll, èlla, èlls, èlles) i l’ús de nosatres i vosatres. El pronom vós és plenament viu, tot i que en decau l’ús dins de la família. En els pronoms febles, se solen preferir formes plenes allà on el català central empra formes reforçades (me calen, te veig, se fa...).
Dins dels noms personals propis de la comarca cal subratllar l’abundància dels noms Aniol, Lluc, Ferriol, Tura, Xevi (per Xavier) i dels diminutius Sidro, Quim, Met, Pep, Mingo, Jep, Pito, Teia, Jan, Janot, Estevenet, Tat, Mia, Mita, Ton... L’article salat es preserva en alguns topònims, si bé presenta vacil·lacions: sa Putoia / la Putoia, sa Cot / la Cot...
La morfologia verbal presenta moltes particularitats. Una de les més evidents és l’increment amb /t/ o, més sovint, amb /k/ al final de la 1.ª pers. sing. del present d’indicatiu: càntoc / càntot, rèboc / rèbot... També apareix una /g/ en formes com les següents: venguent, vengut, volguent, valguer, poguer, capiguent, capigut, sapiguent, molgut, tròpiga, quèpiga...
L’imperfet d’indicatiu dels verbs riure, treure, creure, jeure, coure, córrer... aspirantitza la /u/ del radical en [β]: rivia, rivies, rivia..., trevia, crevia, jevia, covia, correvia... En altres temps alterna amb la pronúncia estàndard i amb [γ]: rivem / riguem / riem (indicatiu) i rivem / riguem, rivéssim / riguéssim (subjuntiu). L’imperfet d’indicatiu també presenta monoftongació de la vocal final: cantavu, rebïu, crevïu (‘crèieu’).
Altres trets típics són els següents: iré, iràs, irà... (per aniré, aniràs, anirà...), molré, tinré, volré... (per moldré, tindré, voldré...), neix’re, creix’re, conèix’re, merèix’re, compareix’re..., veic, faic, vaic..., vere, voré, voràs..., vuy, vos, vol..., etcètera.
D'altra banda, en alguns infinitius de la 3.ª conjugació manca la vocal temàtica i es desplaça l'accent a l'arrel verbal: cúser (per cosir), fúger (per fugir), cúller (per collir), júnyer (per junyir), búller (per bullir), múnyer (per munyir).
El verb ésser presenta força particularitats: sóc / som (en recessió), ets, ès, soms(e), sous(e), són; era, érets, era, érem(s), eru, eren; serem(s); sét (per estat), ‘via sét (per havia estat), vay ‘ver sét, horé sét (per hauré estat); sigués / fos, ‘gues esset, ‘guéssim esset..., esser (per ser o ésser), essent / siguent.
Cal destacar l’ús de l’auxiliar esser per comptes d’haver en la 1.ª i 2.ª pers. sing. dels auxiliars en les formes verbals compostes, sobretot en verbs reflexius i intransitius de canvi d’estat o moviment: som entrat al rebost, ets vingut massa aviat, ja me som ficat al llit, on s’és vist!... L’ús, però, s’ha estès a altres verbs intransitius o fins i tot transitius: te som vist al Firal, ja li ets dit això?, ets comprat peres?

## Sintaxi
Una particularitat sintàctica molt notable del garrotxí és l’ús amplíssim del pas negatiu, de vegades sense no: ho faré pas, vinré pas, corris pas...* El pas, a més, segueix immediatament el verb auxiliar. Així, no es diu no ho he vist pas, sinó no he pa’ vist. La negació reforçada s’indica amb poc que: poc que ho sé, poc que vindrà...
Altres trets del parlar de la Garrotxa són els següents:
- Ús de pla amb valor positiu, negatiu i comparatiu: tu pla te la passes bé, ell pla ho sap, és pla més lluny.

- Duplicació de pronoms febles: ja hi pots anar-hi, ja ho pots ben dir-ho...
- Concordança participi-objecte directe: les has vistes?, els has comprats?...
- La combinació li’n és ben viva i no ha estat desplaçada per n’hi: li’n queden dugues...
- Perífrasi d’obligació amb tenir de.
- Ús de l'expressió de només + infinitiu, en lloc de l’habitual només de + infinitiu.

## Lèxic
El lèxic propi del garrotxí és vastíssim. Algunes paraules típiques i d’ús freqüent són les següents: arreveixinar-se (‘refer-se d’una malaltia’), barrumera (‘bromera’), becus (‘ecs’), botzinar (‘rondinar’), caçar (‘cercar’), carica (‘cara trista o llarga’), castís (‘trempat’), de cent en celis (‘de tant en tant’), al cim de (‘damunt’), condeir (‘péixer’), conill (‘despullat’), corrou (‘corró’), cresent (‘obedient’), desatent (‘desfici’), empardalar-se (‘enamorar-se’), entrebanqueta (‘traveta’), estimberri (‘cingle’), gardela (‘bufetada’), peixixa ('paciència'), quets (‘sabatilles esportives’), talaiar (‘vigilar’, sobretot la mainada), tita carmellosa o carmellera (‘gall dindi’), torraina (‘moc sec’), tou (‘begut’). Una de les particularitats que més criden l’atenció dels forasters és l’ús abundant i amb múltiples sentits del verb cardar on altres dialectes prefereixen fotre.